# Eherecht (Deutschland)
Mit dem Begriff Eherecht können in Deutschland alle Rechtsnormen gemeint sein, die speziell für Eheleute gelten. Im engeren Sinne wird dieser Begriff jedoch nur für solche Normen genutzt, welche die Begründung und Beendigung der Ehe sowie die Beziehung der Ehepartner untereinander regeln. Im Bürgerlichen Gesetzbuch (BGB) ist das Eherecht als Teil des 4. Buches in den §§ 1297 bis 1588 als Teilgebiet des Familienrechtes enthalten. 
Die familienrechtlichen Ehevorschriften berühren, soweit deutsches Recht maßgeblich ist, in Deutschland nach § 1588 BGB (sogenannter „Kaiserparagraph“) die kirchenrechtlichen Vorschriften über die Ehe nicht.

## Strukturprinzipien
Die Ehe ist durch folgende Merkmale gekennzeichnet:
- Die Ehe wird zwischen zwei Menschen geschlossen. Bis einschließlich 30. September 2017 mussten Ehegatten zum Zeitpunkt der Eheschließung verschiedenen Geschlechts sein.[1] Wenn ein Ehegatte das Geschlecht wechselte, durften beide jedoch verheiratet verbleiben.[2]
- Kein Ehegatte darf anderweitig verheiratet oder in einer Lebenspartnerschaft (Monogamie) sein.
- Es gilt der Grundsatz der lebenslangen Ehe.
- Es darf keine enge Verwandtschaft zwischen den Ehegatten vorliegen (Eheverbot, Inzesttabu).
- Es gibt keine Vorschriften über die Ausgestaltung der ehelichen Gemeinschaft. Beispielsweise sind auch Fernehen gültig (vgl. aber Aufhebbarkeit von Scheinehen). Auch in der Ehe bedarf jede sexuelle Handlung der Zustimmung des anderen, sonst liegt ein sexueller Übergriff, sexuelle Nötigung oder Vergewaltigung vor.
- Der Ehebruch wurde 1969 aus dem Strafgesetzbuch gestrichen und hat seit 1977 für sich genommen auch keine zivilrechtlichen Konsequenzen mehr. Allgemeine Deliktsansprüche wurden nach ständiger höchstrichterlicher Rechtsprechung schon immer durch die Vorschriften des Ehe- und Familienrechts verdrängt.[3] Jedoch können Ansprüche in Betracht kommen aus vorsätzlicher sittenwidriger Schädigung gemäß § 826 BGB, wenn eine arglistige Täuschung über die Abstammung eines beim Ehebruch gezeugten Kindes einen Schaden durch Unterhaltszahlungen verursacht hat.[4][5] Ansprüche gibt es nach der Rechtsprechung und einem Teil der Rechtslehre auch für den räumlich-gegenständlichen Bereich der Ehe. Hier wird ein Beseitigungs- oder Unterlassungsanspruch zugestanden, so dass der ehebrechende Dritte die Ehewohnung verlassen muss und nicht wieder betreten darf.[6][7]

Das Eherecht fußt verfassungsrechtlich auf Art. 6 GG (Schutz von Ehe und Familie).
Die Vorschriften über das Verlöbnis (das Eheversprechen) haben zwischenzeitlich an Bedeutung verloren. Konkrete Auswirkungen sind noch in den Bereichen der Zeugnisverweigerung, der Garantenpflicht und der Rückgabe von Geschenken aus der Verlobungszeit gegeben.

## Eheschließung
Siehe auch: Heirat

### Zulässigkeit der Eheschließung
Die Zulässigkeit der Eheschließung (=Ehefähigkeit) hängt für jeden Bürger vom Recht desjenigen Staates, dem dieser angehört, ab. Die Ehefähigkeit fehlt, wenn bei einem oder beiden Verlobten dem Eheschluss ein Ehehindernis entgegensteht.

#### Deutsche
Liegt bei einem oder beiden Verlobten ein Ehehindernis vor, entsteht in der Regel eine fehlerhafte, aber wirksame Ehe (aufschiebendes Ehehindernis). Die Rechtsfolge bei einer fehlerhaften Ehe wurde durch das Gesetz zur Neuordnung des Eheschließungsrechts vom 4. Mai 1998 (BGBl. I S. 833) stark umgestaltet. Seit 1998 ist eine fehlerhafte Ehe durch Klage aufhebbar (§ 1314 BGB).
Die wichtigsten Unzulässigkeitsgründe, die zu einer fehlerhaften Ehe führen, sind fehlende Ehemündigkeit, Geschäftsunfähigkeit und die noch geltenden Eheverbote. Für Deutsche ist ein Eheverbot gegeben, wenn die Verlobten in gerader Linie verwandt sind oder in der Seitenlinie voll- oder halbbürtige Geschwister sind. Für sie liegt ein Ehehindernis ebenfalls vor, wenn zwischen einer der Personen, die sich vermählen wollen, und einem Dritten eine Ehe oder Lebenspartnerschaft besteht (Verbot der Doppelehe). 
Sonstige Umstände, die zu einer fehlerhaften Ehe führen, sind Eheschließung eines Verlobten, der sich im Zustand einer vorübergehenden Bewusstseinstrübung befand, bei dem in Ansehung der Ehe ein Mangel im Geschäftswillen oder im Erklärungsbewusstsein vorlag, oder der durch arglistige Täuschung oder widerrechtliche Drohung zur Eingehung der Ehe bestimmt wurde. Auch die Begründung einer Scheinehe, etwa zwecks Erlangung einer Aufenthaltsgenehmigung, ist fehlerhaft.
Nur ganz ausnahmsweise verhindert ein Unzulässigkeitsgrund das Entstehen der Ehe als solche (trennendes Ehehindernis). Dann ist unabhängig vom Willen der Verlobten von Anfang an keine Ehe zustande gekommen (Nichtehe).
Ein Ehehindernis kann absolut oder dispensabel, einseitig oder zweiseitig ausgestaltet sein. Dispensabel ist ein Ehehindernis, wenn von ihm Befreiung erteilt werden kann. Sonst ist das Ehehindernis absolut. Befreiung kann zum Beispiel erteilt werden vom Verbot der Ehe zwischen einem Adoptivkind und denjenigen, zu denen eine Verwandtschaft durch die Adoption begründet wurde.
Ein Ehehindernis ist zweiseitig, wenn für die Zulässigkeit des Eheschlusses desjenigen, für den das Ehehindernis in Betracht kommt, auch Tatsachen in der Person des anderen Teils maßgeblich sind. Sonst ist das Ehehindernis einseitig. Das Verbot der Doppelehe ist ein zweiseitiges Eheverbot.

#### Ausländer
Wer als Ausländer in Deutschland eine Ehe eingehen will, muss nach dem Recht seines Heimatlandes die Ehefähigkeitsvoraussetzungen erfüllen. Dabei richtet sich auch die Rechtsfolge eines Ehehindernisses (zum Beispiel Aufhebbarkeit, Anfechtbarkeit, Nichtigkeitsklage, Nichtehe, Heilung des Fehlers), die Dispensibilität und die Ein- oder Zweiseitigkeit nach dieser Rechtsordnung.
Weil ein Ausländer hinsichtlich der Voraussetzungen der Eheschließung seinem Heimatrecht unterliegt, ist bisweilen für ihn ein Ehefähigkeitszeugnis erforderlich, welches feststellt, dass er den Vorschriften seines Heimatrechts genüge.

### Form der Eheschließung
In Deutschland wird die Ehe vor dem Standesbeamten geschlossen; diese Regelung wurde seit 1875 für das damalige Deutsche Reich (§ 41 Reichspersonenstandsgesetz vom 6. Februar 1875), für Preußen seit 1874 abgewandt.
Die Verlobten müssen vor dem Standesbeamten gleichzeitig anwesend sein und erklären, dass sie die Ehe eingehen wollen. Eine Nichtehe liegt vor, wenn vor einer anderen Person als einem Standesbeamten oder vor einem nicht mitwirkungsbereiten Standesbeamten die Ehe geschlossen werden soll. Gleiches gilt, wenn die Verlobten eine andere als die zum Eheschluss erforderliche Erklärung abgaben. Stellvertretung bei der Eheschließung ist unzulässig (Handschuhehe); die Eheschließung ist ein höchstpersönliches Rechtsgeschäft. Zum Beweis des Eheschlusses wird seit 1875 beim Standesamt ein Personenstandsregister (bis 2008 Heiratsbuch) geführt, von 1958 bis 2008 wurde zusätzlich ein Familienbuch geführt.
Während des Zweiten Weltkriegs gab es nach deutschem Recht die Möglichkeit der sogenannten Leichtrauung zwischen Verlobten, wenn der Mann im Feld als vermisst galt oder gefallen war. Eine postmortale Eheschließung gab es in Frankreich bereits zu Zeiten des Ersten Weltkriegs.
Nach deutschen Formvorschriften ist die Ehe auch dann abzuschließen, wenn einer der Verlobten oder beide Verlobte Ausländer sind. In diesem Falle wird die Form der Eheschließung einer anderen Rechtsordnung unterstellt als die Beurteilung der Ehefähigkeit, des ehelichen Güterrechts, der allgemeinen Ehewirkung und des Scheidungsrechts („gespaltenes Ehestatut“). Haben beide Verlobte nicht die deutsche Staatsangehörigkeit, kann jedoch die Ehe auch in der Form des Rechts des Staates geschlossen werden, dem einer der Verlobten angehört, sofern sie von einer durch diesen Staat ordnungsgemäß ermächtigten Urkundsperson, zum Beispiel eines Konsuls oder eines Geistlichen, geschlossen wird. Eine beglaubigte Abschrift des durch die Urkundsperson geführten Standesregisters erbringt den vollen Beweis des Eheschlusses. Im deutschen Personenstandsregister (bis 2008 Familienbuch) kann auf Antrag eine so geschlossene Ehe beurkundet werden.
Schließen Deutsche im Ausland die Ehe, so ist sie auch in Deutschland formwirksam, wenn sie dem Ortsrecht des Staates, wo die Ehe begründet wurde, oder dem Geschäftsrecht der Ehe entspricht. Geschäftsrecht sind die Rechtsordnungen, die für die Voraussetzung des Eheschlusses maßgeblich sind. Deshalb ist aus deutscher Sicht eine Ehe im Ausland auch dann formwirksam geschlossen, wenn sie weder den deutschen Formerfordernissen noch den Formvorschriften des Ortes, wo der Bund der Ehe begründet wurde, genügt, sondern nur den Heimatrechten beider Verlobter entspricht. Ist mindestens einer der Verlobten Deutscher und sind die Verlobten aus deutscher Sicht ehefähig, so kann auf Antrag die Ehe durch den deutschen Standesbeamten im Eheregister (bis 2008 im Familienbuch) beurkundet werden.
Eine Eheschließung als sogenannte Hochseetrauung durch einen Kapitän, der nicht gleichzeitig die Qualifikation eines Standesbeamten hat, ist auf einem deutschen Schiff nicht zulässig und damit nicht gültig, auch wenn sich das Schiff in internationalen Gewässern befindet, weil ein Kapitän immer an das Recht des Landes gebunden ist, unter dessen Flagge sein Schiff fährt. Durch einen Kapitän, der nicht zugleich Standesbeamter ist, können Paare mit deutscher Staatsangehörigkeit nur auf Schiffen getraut werden, die auf Malta, den Bahamas oder den Bermudas registriert sind, sofern sich das Schiff zum Zeitpunkt der Eheschließung auf internationalen Gewässern befindet.
Bei der Nottrauung erfolgt die Eheschließung wegen lebensgefährlicher Erkrankung eines Eheschließenden ohne abschließende Prüfung von Ehehindernissen durch den Standesbeamten.

## Rechtsfolgen der Ehe

### Allgemeine Wirkung der Ehe

#### Anzuwendendes Recht
Nachdem die Anknüpfung an das Mannesrecht durch den „Spanier-Beschluss“ des Bundesverfassungsgerichts für rechtswidrig erklärt wurde, bestimmt sich das auf die Ehe anzuwendende Recht (das so genannte „Ehestatut“) nach der „Kegelschen Leiter“ (Art. 14 I EGBGB). Vor dem Inkrafttreten des IPR am 1. September 1986 bestimmte sich in Deutschland das Eherecht nach dem Recht des Staates, dem der Ehemann angehörte. Auf die vor dem 1. September 1986 geschlossenen Ehen wird diese Regelung weiterhin angewendet.

##### Staatsangehörigkeit
Dieser Bestimmung zufolge richtet sich das Recht der allgemeinen Wirkung der Ehe zwischen den Eheleuten aus deutscher Sicht nach dem Recht des Staates, dem beide Ehegatten angehören oder zuletzt angehörten, wenn einer von ihnen diesem Staat noch angehört. Auf zwei deutsche Eheleute ist daher durch deutsche Gerichte und Behörden stets deutsches Recht anwendbar, auch wenn sie im Ausland leben. Heiraten zwei Türken in Deutschland, so gelten die Bestimmungen des türkischen Eherechts für das Recht über die allgemeinen Ehewirkungen.

##### Gewöhnlicher Aufenthalt
Haben die Ehepartner unterschiedliche Staatsangehörigkeiten, so richtet sich das Eherecht nach dem Recht des Staates, in dem sie ihren gemeinsamen gewöhnlichen Aufenthalt (also Lebensmittelpunkt) haben, oder ihren letzten gemeinsamen gewöhnlichen Aufenthalt hatten, wenn einer der Ehegatten dort noch seinen gewöhnlichen Aufenthalt hat. Weil bei binationalen Ehen die Ehegatten per definitionem unterschiedliche Staatsangehörigkeiten haben, kommt der Hilfsanknüpfung des gemeinsamen Wohnsitzes hohe Bedeutung zu. Der gemeinsame Wohnsitz führt in Deutschland sehr häufig zur Anwendung deutschen Rechts.
Um den Ehegatten dennoch die Wahrung ihrer kulturellen Identität zu ermöglichen, wird ihnen aber eine Rechtwahlmöglichkeit eingeräumt. Sie können an Stelle des Rechts des Staates ihres gemeinsamen gewöhnlichen Aufenthalts, das Recht desjenigen Staates wählen, dem einer der beiden angehört. Haben zum Beispiel ein Franzose und eine Türkin ihren Wohnsitz in Deutschland, so können sie an Stelle des deutschen Eherechts auch das türkische oder das französische Eherecht wählen. Weil der Schutzzweck des Wahlrechts in der Wahrung der kulturellen Identität der Eheleute liegt, besteht das Wahlrecht nicht, wenn einer der Ehegatten die Staatsangehörigkeit des Staates hat, wo die Eheleute ihren gemeinsamen Aufenthalt haben.

##### Sonstige Anknüpfung
Nur wenn die Partner weder eine gemeinsame Staatsangehörigkeit noch in einem Staat einen gemeinsamen gewöhnlichen Aufenthalt haben oder hatten, muss ermittelt werden, mit welchem Recht die beiden auf sonstige Weise am engsten verbunden sind (zum Beispiel durch ihren Lebensweg). Zum Schutze ihrer kulturellen Identität können sie jedoch für die allgemeine Ehewirkung auch das Recht desjenigen Staates wählen, welchem einer der Ehegatten angehört.

#### Bestimmungen des deutschen Rechts

##### Eheliche Lebensgemeinschaft
Siehe Hauptartikel: Lebensgemeinschaft
Die Ehe mündet in die eheliche Lebensgemeinschaft. Deren Herstellung kann jeder Partner verlangen, sofern dieses Verlangen nicht rechtsmissbräuchlich ist. Bis zum 1. Gleichberechtigungsgesetz von 1957 stand dem Mann das Entscheidungsrecht in allen das gemeinschaftliche Leben betreffenden Angelegenheiten, insbesondere über die Wohnung und den Wohnort zu. Dementsprechend konnte eine verheiratete Frau keinen eigenen Wohnsitz begründen, sondern teilte von Gesetzes wegen den Wohnsitz ihres Mannes. Das Entscheidungsrecht berührte allerdings die persönlichen Angelegenheiten der Frau nicht.
Wie die Partner ihre Lebensgemeinschaft ausfüllen, insbesondere wie der gemeinsame Hausstand geführt wird, bleibt ihrer Selbstbestimmung überlassen. Bis zum 1. Juli 1977 (Erstes Gesetz zur Reform des Ehe- und Familienrechts, 1. EheRG) war dem Leitbild der Hausfrauenehe gemäß die Frau berechtigt und verpflichtet das gemeinsame Hauswesen zu leiten. Sie war auch zu Arbeiten im Hauswesen und Geschäfte des Mannes verpflichtet, soweit eine solche Tätigkeit nach den Verhältnissen, in welchen die Ehegatten lebten, üblich war. Bis 1957 war die Kehrseite der Hausfrauenehe, dass der Mann Verträgen, in denen sich die Frau zur Erbringung von höchstpersönlichen Diensten gegenüber Dritten verpflichtete (v. a. Arbeitsverträge), zustimmen musste. Verpflichtete die Frau sich ohne Zustimmung, konnte der Ehemann den Vertrag mit Ermächtigung des Vormundschaftsgerichtes ohne Einhaltung einer Kündigungsfrist kündigen. Das Vormundschaftsgericht hatte die Ermächtigung zu erteilen, wenn die Tätigkeit der Frau die ehelichen Interessen beeinträchtigte.

##### Vertretung in Gesundheitsangelegenheiten
Ab 1. Januar 2023 ist der Ehegatte (nach § 1358 BGB [2023]) entscheidungsbefugt, wenn der andere Ehegatte einwilligungsunfähig geworden ist und kein vorrangig entscheidungsberechtigter Bevollmächtigter oder rechtlicher Betreuer bestellt ist. Die Vertretungsbefugnis umfasst die ärztliche Aufklärung, die Einwilligung in Diagnose- und Therapiemaßnahmen sowie die dazugehörigen Vertragsschlüsse und Beantragung von gesundheitsbezogenen Sozialleistungen. Die Vertretung endet spätestens nach 6 Monaten oder bei Wiedererlangung der Einwilligungsfähigkeit. Sie soll vor allem die Bestellung eines vorläufigen Betreuers vermeiden. Der Ehegatte kann auch – für die Dauer von maximal 6 Wochen – in freiheitsentziehende Maßnahmen, wie Fixierung oder Bettgitter, insbes. anlässlich des Durchgangssyndroms einwilligen. Er benötigt die gleichen betreuungsgerichtlichen Genehmigungen wie ein rechtlicher Betreuer. Bei der Eheschließung soll der Standesbeamte über die vorgenannte Regelung aufklären. Ein Ausschluss kann im Güterrechtsregister eingetragen werden.

##### Schlüsselgewalt
Siehe Hauptartikel: Schlüsselgewalt
Als konsequente Ausprägung der Lebensgemeinschaft ist jeder der beiden Partner ermächtigt, Geschäfte zur Deckung des gemeinsamen Lebensbedarfs der Familie auch mit rechtlicher Wirkung für den anderen vorzunehmen (→Schlüsselgewalt). Dadurch werden in der Regel beide berechtigt und verpflichtet. Jeder der beiden Partner kann die Schlüsselgewalt des anderen beschränken oder ausschließen, muss sich aber unter Umständen den guten Glauben eines Dritten an die Vertretungsmacht entgegenhalten lassen, wenn die Beschränkung oder Aufhebung nicht im Güterrechtsregister eingetragen oder dem Dritten bekannt war. Bis zur Aufhebung des Leitbildes der Hausfrauenehe durch das Eherechtsreformgesetz 1977 stand die Schlüsselgewalt nur der Ehefrau zu, mit der sie Geschäfte des Mannes innerhalb ihres häuslichen Wirkungskreises vornehmen konnte und dadurch den Mann berechtigt und verpflichtet hat.

##### Ehelicher Unterhalt
Siehe Hauptartikel: Unterhalt infolge einer Ehe
Ehegatten sind zum gegenseitigen Unterhalt verpflichtet, zur Deckung des Lebensbedarfes in freier Rollenverteilung untereinander. Ein vollständiger Ausschluss dieser Unterhaltspflicht ist nicht möglich. In einer Alleinverdienerehe besteht ein Taschengeldanspruch des einkommenslosen Partners.

##### Ehename
Siehe zu Details unter Namensrecht (Deutschland)
Ursprünglich wurde der Name des Mannes der Ehename (→Patrilinearität). Nach einer Scheidung konnte die Frau den Ehenamen entweder weiterführen oder ihren Geburtsnamen wieder annehmen. Wurde sie schuldig geschieden, konnte ihr der geschiedene Mann das Tragen des Ehenamens jedoch untersagen.
Seit 1966 (DDR) bzw. 1976 (BRD) kann stattdessen der Name der Frau als Familienname gewählt werden.
Seit 1991 können beide Ehegatten ihre bisherigen Familiennamen beibehalten. Für die Kinder ist seit Mai 2025 ein Doppelname aus den Namen der Eltern möglich (wie schon von 1991 bis 1994, dagegen mussten sich die Eltern von 1994 bis April 2025 auf einen der Nachnamen einigen).
Seit Mai 2025 können beide Ehegatten Doppelnamen führen (vorher konnte dies nur der Ehegatte, dessen Name nicht Ehename wurde).

### Güterstände
Siehe Hauptartikel: Güterrecht

#### Anwendbares Recht
Die Rechtsordnung, die auf das Güterrecht anwendbar ist, ist dieselbe, die auf das Recht der allgemeinen Ehewirkung Anwendung findet. Die Ehegatten haben jedoch erweiterte Rechtswahlmöglichkeiten. Sie können auch das Güterrecht des Staates wählen, dem einer von ihnen angehört, wo einer von ihnen seinen gewöhnlichen Aufenthalt hat oder in Ansehung unbeweglichen Vermögens das Recht des Belegungsortes.

#### Bestimmungen des deutschen Rechts
Zu den mittelbaren Wirkungen der Ehe zählt das Güterrecht. Unterschieden wird zwischen Güterständen, welche die Eigentums- und Vermögenslage der Partner vor und nach der Eheschließung durch die Eheschließung nicht verändern (Zugewinngemeinschaft, Gütertrennung) und einem Güterstand, der das vor der Eheschließung bestehende Eigentum und sonstige Vermögen der Verlobten bis auf das Vorbehaltsgut und das in der Partnerschaft erworbene Vermögen in eine Gesamthand überführt (Gütergemeinschaft).
In vermögensrechtlicher Hinsicht erlangen die drei Güterstände des BGB Bedeutung:
- Der gesetzliche Güterstand ist seit 1958 die Zugewinngemeinschaft. Danach verwaltet jeder Partner sein Vermögen, welches er vor und während der Partnerschaft erworben hat, grundsätzlich allein. Mit dem Ende der Partnerschaft steht dem Partner, der einen geringeren Vermögenszuwachs erzielt hat, ein schuldrechtlicher Zugewinnausgleich in Höhe des halben Unterschiedsbetrags zwischen beiden Zugewinnen zu.
- Der Güterstand der Gütertrennung ist nur durch einen Ehevertrag zu erreichen. Die Vermögensmassen der Partner bleiben wie bei der Zugewinngemeinschaft getrennt. Ein Zugewinnausgleich findet nicht statt.
- Auch zur Begründung des – heute seltenen – Güterstands der Gütergemeinschaft bedarf es eines Ehevertrages. Die Beteiligung der Partner am Vermögen des jeweils anderen findet hier bereits während der Partnerschaft statt, also nicht erst durch einen späteren Zugewinnausgleich. Mit Eingehung der Ehe entstehen in Form von Gesamtgut und jeweiligem Sonder- oder Vorbehaltsgut unterschiedliche Vermögensmassen. Dieser Güterstand ist aus Haftungsgründen wie auch aus Gründen der Praktikabilität häufig problematisch.

In der DDR bestand von 1966 bis zur Wiedervereinigung der Güterstand der Eigentums- und Vermögensgemeinschaft. Es handelte sich um eine sog. Errungenschaftsgemeinschaft, bei der die Ehegatten ähnlich der Zugewinngemeinschaft am Vermögenszuwachs des jeweils anderen beteiligt werden, jedoch schon während des Bestandes der Ehe. Auch hier entstanden also (wie bei der bundesdeutschen Gütergemeinschaft) unterschiedliche Vermögensmassen (gemeinschaftliches „Eigentum“ und das jeweilige „Alleineigentum“). Geregelt war dies im Familiengesetzbuch der DDR.
Mit dem 3. Oktober 1990 wurden die DDR-Ehen durch Anlagebestimmungen des Einigungsvertrags (Art. 234 § 4 EGBGB) in den gesetzlichen Güterstand des BGB übergeleitet.
Im Deutschen Reich (ab 1900) und in der Bundesrepublik Deutschland bestanden bis 1957 neben der Gütertrennung und der Gütergemeinschaft noch die Verwaltungsgemeinschaft, die Fahrnisgemeinschaft und die Errungenschaftsgemeinschaft.

### Kindschaftsrecht, Erbrecht
Siehe Hauptartikel: Sorgerecht, Erbrecht
Die von der Ehefrau geborenen Kinder erlangen in einer verschiedengeschlechtlichen Ehe automatisch den Rechtsstatus gemeinsamer Kinder. Dies gilt unabhängig von der biologischen Vaterschaft, siehe Vater#Feststellung der Vaterschaft. Um eine biologisch nicht bestehende Vaterschaft auch juristisch zu löschen, muss der Ehemann die Vaterschaft anfechten. Bei lesbischen Ehepaaren ist zur Anerkennung einer Elternschaft der nicht-gebärenden Ehepartnerin eine Stiefkind-Adoption erforderlich. Ebenso sind Lebenspartner im Gegensatz zu Ehepartnern nicht kraft Gesetzes gemeinsame Eltern eines während der Partnerschaft geborenen Kindes.
In der Bundesrepublik Deutschland wird seit Inkrafttreten des Kindschaftsrechtsreformgesetzes am 1. Juli 1998 ausdrücklich nicht mehr zwischen ehelichen und unehelichen Kindern unterschieden. Beim Sorgerecht wird aber in der Sache nach wie vor an diesen Tatbeständen angeknüpft. Zur ausführlichen Darstellung siehe unter Kindschaftsrecht.
Ehegatten sind wechselseitig im bestimmten Umfang erbberechtigt. Sie können ein gemeinschaftliches Testament errichten. Dies gilt auch für Lebenspartner.
Sowohl Ehegatten als auch Lebenspartner erhalten einen Pflichtteil.

### Sonstige rechtliche Privilegierungen
Im Sozialversicherungsrecht werden Ehen vielfältig begünstigt, so in der Krankenversicherung durch die beitragsfreie Mitversicherung des Ehegatten (Familienversicherung) oder in der gesetzlichen Rentenversicherung durch den Anspruch auf Hinterbliebenenrente.
Steuerrechtlich besteht für Ehe- und Lebenspartner neben der Einzelveranlagung auch die Möglichkeit der Zusammenveranlagung. Gemäß § 39e EStG wird bei Eheschließung für jeden Ehegatten automatisiert die 
Steuerklasse IV gebildet, wenn zum Zeitpunkt der Eheschließung beide Ehegatten unbeschränkt einkommensteuerpflichtig sind und nicht dauernd getrennt leben. Die Meldebehörde übermittelt die Daten dabei automatisch an das Finanzamt. Andere Steuerklassenkombinationen müssen nach der Heirat selbst beim zuständigen Finanzamt beantragt werden.

## Ende der Ehe
Es wird bei den Gründen für eine Abstandnahme von der Ehe zwischen Umständen, die bereits bei Eheschluss vorlagen und Umständen, die erst nach Eheschluss eingetreten sind unterschieden.

### Mängel bei Eheschluss
Siehe Hauptartikel: Aufhebung der Ehe, Nichtehe, Eheverbote
Wie bei Zulässigkeit der Eheschließung dargestellt, richten sich die Mängel bei Eheschluss einschließlich ihrer Rechtsfolgen und Heilungsmöglichkeiten nach der Rechtsordnung des Staates, dem der Verlobte angehört. Das deutsche Recht sieht die Rechtsfolge der Aufhebung der Ehe vor.

### Nachträglich eingetretene Umstände
Die Auflösung einer zunächst fehlerfrei geschlossenen Ehe wegen nach Eheschlusses eingetretener Umstände wird durch die Scheidung ermöglicht. Die Ehe endet außerdem durch den Tod eines Ehegatten.

#### Anwendbarkeit
Für die Scheidung ist die Rechtsordnung berufen, die auf das Recht der allgemeinen Ehewirkung zum Zeitpunkt der Rechtshängigkeit des Scheidungsantrags Anwendung findet. Ist einer der Ehegatten Deutscher und kann die Ehe hiernach nicht geschieden werden, so gilt deutsches Recht.
Auf die Form der Scheidung (Scheidung durch Urteil eines Familiengerichts) findet im Inland ohne Ansehung der Staatsangehörigkeit oder des Aufenthalts der Ehegatten immer deutsches Recht Anwendung.

#### Bestimmungen des deutschen Rechts
Siehe Hauptartikel: Scheidung
Eine Ehe kann nur durch ein gerichtliches Urteil auf Antrag eines oder beider Ehegatten geschieden werden (§ 1564 Satz 1 BGB). Die gesetzlichen Voraussetzungen, unter denen eine Scheidung beantragt werden kann, sind (§ 1564 Satz 2 BGB):
- Scheitern der Ehe, d. h. dass die Lebensgemeinschaft der Ehepartner nicht mehr besteht und auch nicht davon ausgegangen werden kann, dass die Ehegatten sie wiederherstellen (§ 1565 Abs. 1 BGB).
- Obwohl sie gescheitert ist, soll die Ehe nicht geschieden werden, wenn und solange die Aufrechterhaltung der Ehe im Interesse der aus der Ehe hervorgegangenen minderjährigen Kinder aus besonderen Gründen ausnahmsweise notwendig ist oder wenn und solange die Scheidung für den Antragsgegner, der sie ablehnt, auf Grund außergewöhnlicher Umstände eine so schwere Härte darstellen würde, dass die Aufrechterhaltung der Ehe auch unter Berücksichtigung der Belange des Antragstellers ausnahmsweise geboten erscheint (§ 1568 Abs. 1 BGB).
- Getrenntleben
  - Leben die Ehegatten noch nicht ein Jahr getrennt, so kann die Ehe nur geschieden werden, wenn die Fortsetzung der Ehe für den Antragsteller aus Gründen, die in der Person des anderen Ehegatten liegen, eine unzumutbare Härte darstellen würde (§ 1565 Abs. 2 BGB).
  - Leben die Ehegatten seit mindestens einem Jahr getrennt, müssen beide die Scheidung einreichen oder der Antragsgegner dem Scheidungswunsch zustimmen (§ 1566 Abs. 1 BGB). Für den Ehegatten mit geringerem Einkommen besteht ein finanzieller Anreiz, diese Zustimmung zu verweigern, da bei längerer Ehedauer der Zugewinnausgleich und der Versorgungsausgleich höher werden.
  - Leben die Ehepartner seit mindestens drei Jahren getrennt (und kann der Antragsteller dies nachweisen), ist die Zustimmung des Antragsgegners nicht mehr erforderlich (§ 1566 Abs. 2 BGB).

Ein kurzzeitiges Zusammenleben, welches der Versöhnung dient, jedoch scheitert, unterbricht nicht das Trennungsjahr (§ 1567 Abs. 2 BGB).
Eine Ehe, deren Gültigkeit in unterschiedlichen Staaten unterschiedlich beurteilt wird, bezeichnen Juristen als hinkende Ehe. Dieser Zustand kann beispielsweise bei einer Scheidung im Ausland eintreten.

## Kirchenrecht
Siehe Hauptartikel: Eherecht (Katholische Kirche)
Der Ehe wird auch von vielen Religionsgemeinschaften eine besondere Bedeutung beigemessen. Daher befasst sich auch das Recht verschiedener Religionsgemeinschaften, das Kirchenrecht, mit der Ehe. Abhängig von der jeweiligen Religionsgemeinschaft unterscheidet sich auch dieses kirchliche Eherecht erheblich. Religiöses Recht kann auch für die Zivilehe in Deutschland maßgeblich werden, wenn bei einer binationalen Ehe das Heimatrecht den Anwendungsbefehl des deutschen Internationalen Privatrechts nicht annimmt und stattdessen auf religiöses Recht weiterverweist. Diese Entscheidung haben deutschen Gerichte und Behörden zu achten. Das syrische Recht zum Beispiel kennt kein eigenes Eherecht, sondern verweist vielmehr auf die religionsrechtlichen Bestimmung der Religionsgemeinschaft, dem der Ehegatte angehört. So kann auch das katholische Recht des codex iuris canonici Geltung beanspruchen. Auch Beurkundung einer Ehe durch einen Geistlichen sind bürgerlich-rechtlich unter Umständen wirksam, wenn beide Verlobte Ausländer sind.